# 哥倫布撞擊坑
哥倫布撞擊坑（英語：Columbus）是一個位於火星门农区的撞擊坑，中心座標29.8°S，166.1°W，直徑119公里。該撞擊坑以義大利探險家克里斯托弗·哥伦布命名。

## 地層
哥倫布撞擊坑內可見到許多地層，在火星上許多地方也可見到類似的狀況。有時候各地層會有許多顏色。在火星上淺色調的岩石被認為與水合礦物有關，例如硫酸鹽。机遇号火星車使用了數種儀器對這類地層進行研究。部分的地層可能是由細顆粒物質組成，因為這些地層的岩石看起來都碎裂成細顆粒沙塵。有部分地層岩石碎裂後形成巨岩，因此明顯較堅硬。形成巨岩的地層一般認為是由屬於火山岩的玄武岩組成，而玄武岩在火星上許多地方都可被發現。火星軌道探測器也發現在某些地層有頁矽酸鹽黏土礦物。火星偵察軌道器的火星專用小型偵察影像頻譜儀（CRISM）發現了高嶺石，而水合硫酸鹽礦物則包含明礬石，並可能發現了黄钾铁矾。科學家對硫酸鹽和黏土等水合礦物的發現感到相當興奮，因為這些礦物通常在有水的地方生成。發現黏土礦物和/或其他水合礦物的地方可能會是尋找生命存在證據的適當地點。最近的研究是使用火星探測器的近紅外線光譜儀以光譜中吸收線所在波長分析礦物種類，而哥倫布撞擊坑內的地層中找到了黏土和硫酸鹽礦物存在的證據。這代表哥倫布撞擊坑可能曾經是一個緩慢蒸發消失的湖泊。更進一步分析發現部分地層含有石膏，這是一種形成於淡水的礦物，因此可能會有生命在古代的哥倫布撞擊坑內存在。
而火星上的地層可能是因為火山噴發、風積或流水而形成。

## 圖集

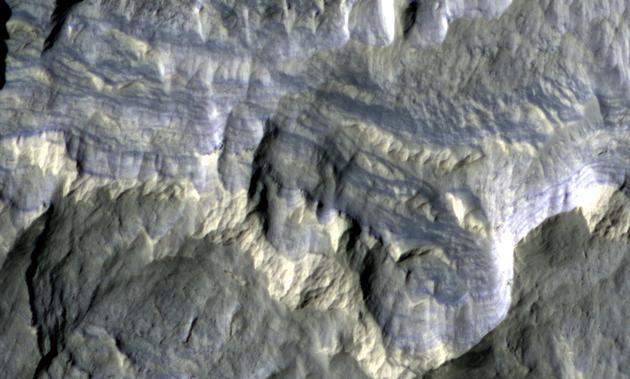
火星偵察軌道器的 HiRISE 拍攝的火星地層。這幅假色影像寬度約240公尺。部分地層內含有水合礦物。
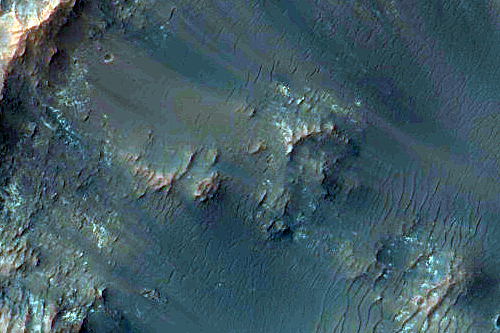
更近距離的影像。